# Privilèges (essai)
Pour les articles homonymes, voir Privilège.
Privilèges est un recueil d'essais de Simone de Beauvoir publié le 22 septembre 1955 aux éditions Gallimard.

## Résumé
Cet essai est composé trois articles distincts intitulés « Faut-il brûler Sade ? », « La pensée de droite aujourd'hui » et « Merleau-Ponty et le pseudo-sartrisme ».

## Éditions
- Privilèges, Éditions Gallimard, 1955  (ISBN 2070205177).